# Megabothris beljaevi
Megabothris beljaevi är en loppart som först beskrevs av Emelyanova 1966.  Megabothris beljaevi ingår i släktet Megabothris och familjen fågelloppor. Inga underarter finns listade i Catalogue of Life.